# Kämmeritz (Geiseltal)
Kämmeritz (historisch auch: Cämmeritz) ist eine moderne Wüstung im ehemaligen Landkreis Merseburg-Querfurt in Sachsen-Anhalt. Sie wurde durch den Braunkohleabbau im Geiseltal zerstört.

## Geographische Lage
Kämmeritz lag im Geiseltal nordöstlich von Krumpa. Nachbarorte waren Lützkendorf im Westen und Geiselröhlitz im Osten. Die ehemalige Ortsflur liegt heute im Süden des Geiseltalsees.

## Geschichte
1718 wurde die Dorfkirche Kämmeritz errichtet, wobei ein frühgotischer Turm eines Vorgängerbaus einbezogen wurde.
Cämmeritz, später auch Kämmeritz geschrieben, gehörte bis 1815 zum wettinischen, später kursächsischen Amt Freyburg. Durch die Beschlüsse des Wiener Kongresses kam der Ort zu Preußen und wurde 1816 dem Kreis Querfurt im Regierungsbezirk Merseburg der Provinz Sachsen zugeteilt, zu dem er bis 1944 gehörte.
Um das Jahr 1900 umfasste Kämmeritz neun Haushalte. Im Ort lebten vor allem Landwirte (drei Haushalte). Das Dorf wies ein Gasthaus sowie eine Glaserei auf. 1927 lebten in Kämmeritz 327 Einwohner in 92 Haushalten.
1938 wurden die Orte Krumpa, Lützkendorf und Cämmeritz zusammengeschlossen.
1944 wurde die Kirche des Orts bei einem Luftangriff zerstört. Die Ruine wurde in den Jahren 1945/46 abgerissen.
Im Zuge des Braunkohlenabbaus im Geiseltal wurde Kämmeritz im Jahr 1966 umgesiedelt und 1967 abgebaggert (devastiert).

## Persönlichkeiten
- Josef Fleckenstein (1919–2004), Historiker und Hochschullehrer